# Tafaia antoinei
Tafaia antoinei är en skalbaggsart som beskrevs av Allard 1995. Tafaia antoinei ingår i släktet Tafaia och familjen Cetoniidae. Inga underarter finns listade i Catalogue of Life.